# Casal dels Llongarriu
El Casal dels Llongarriu és una obra de la Vall de Bianya (Garrotxa) inclosa a l'Inventari del Patrimoni Arquitectònic de Catalunya.

## Descripció
Gran casa senyorial de la vall del Bac. Té planta rectangular amb la façana principal orientada a migjorn i la teulada a dues aigües amb els vessants vers les façanes laterals. El conjunt està format per l'església, dedicada a la Mare de Déu dels Àngels, la casa dels masovers, les cabanes, els amplis corrals i el casal central. La porta principal és a la banda de ponent i a la sud s'obre un balcó i una galeria més alta, de sis arcs. Va ser àmpliament renovat durant el segle xix, segons consta a les nombroses llindes de portes i finestres. L'interior conserva l'estructura de l'antiga casa noble, amb la gran sala de convit i les cambres al seu voltant, el petit oratori dedicat a la Mare de déu del Carme, i la cuina, on hi havia hagut un escon rodó amb la llar de foc i la pastera. El seu mobiliari era un dels més importants de l'actual terme de la Vall de Bianya.
A les llindes hi ha diverses inscripcions. "JAUME LLONGARRIU / 18 O 28", "E LL / 18 O 44", "18 O 49", "1848 / 1770" i "F. LL / 18 O 50".
Els corrals són construccions realitzades per diverses generacions sense igualtat compositiva. En general foren bastides de pedra menuda, llevat de les cantoneres. Les grans teulades són a un vessant i estan sostingudes per bigues de fusta, cairats i llates, damunt les quals es col·locaven les teules a salt de garsa.

## Història
Segons alguns historiadors, Llongarriu va començar com a vil·la romana i des de temps molt reculats ja senyorejava la vall. La masia, segons Josep Danès i Torras, és del segle xv, data des de la qual cal suposar que els Llongarriu en foren els propietaris i creixeren entorn del temple de Santa Maria Sacot. En el transcurs del segle xvii es transformarà i ampliarà la menuda pagesia en la gran masia actual, amb les quadres i corrals, i les dates a les llindes de portes i finestres. Els descendents d'aquesta nissaga viuen a Olot. Els darrers masovers marxaren l'any 1977 i s'endugueren el ric mobiliari del casa.